# Pakistan op de Olympische Winterspelen 2022
Pakistan nam deel aan de Olympische Winterspelen 2022 in Peking in China.

## Deelnemers en resultaten

### Alpineskiën
Mannen
| Naam           | Onderdeel | 1e run | 1e run | 2e run         | 2e run         | Totaal         | Totaal         |
| Naam           | Onderdeel | Tijd   | Rang   | Tijd           | Rang           | Tijd           | Rang           |
| -------------- | --------- | ------ | ------ | -------------- | -------------- | -------------- | -------------- |
| Muhammad Karim | Slalom    | DNF    | DNF    | niet geplaatst | niet geplaatst | niet geplaatst | niet geplaatst |

Albanië · Amerikaans-Samoa · Amerikaanse Maagdeneilanden · Andorra · Argentinië · Armenië · Australië · Azerbeidzjan · België · Bolivia · Bosnië en Herzegovina · Brazilië · Bulgarije · Canada · Chili · China · Chinees Taipei · Colombia · Cyprus · Denemarken · Duitsland · Ecuador · Eritrea · Estland · Filipijnen · Finland · Frankrijk · Georgië · Ghana · Griekenland · Groot-Brittannië · Haïti · Hongarije · Hongkong · Ierland · IJsland · India · Iran · Israël · Italië · Jamaica · Japan · Kazachstan · Kirgizië · Kosovo · Kroatië · Letland · Libanon · Liechtenstein · Litouwen · Luxemburg · Madagaskar · Maleisië · Malta · Marokko · Mexico · Moldavië · Monaco · Mongolië · Montenegro · Nederland · Nieuw-Zeeland · Nigeria · Noord-Macedonië · Noorwegen · Oekraïne · Oezbekistan · Oost-Timor · Oostenrijk · Pakistan · Peru · Polen · Portugal · Puerto Rico · Roemenië · San Marino · Saoedi-Arabië · Servië · Slovenië · Slowakije · Spanje · Thailand · Trinidad en Tobago · Tsjechië · Turkije · Verenigde Staten · Wit-Rusland · Zuid-Korea · Zweden · Zwitserland
Russische ploeg